# T Crucis
T Crucis är en pulserande variabel  av Delta Cephei-typ (DCEP) i stjärnbilden Södra korset.
Stjärnan varierar mellan visuell magnitud +6,32 och 6,83 med en period av 6,73331 dygn.